# Jean-Baptiste Massillon
Jean-Baptiste Massillon (Hyères, 24 giugno 1663 – Beauregard-l'Évêque, 28 settembre 1742) è stato un predicatore e vescovo cattolico francese, della congregazione dell'Oratorio di Gesù e Maria Immacolata di Francia.

## Biografia
Figlio di un notaio, Jean-Baptiste Massillon entrò nell'ordine degli Oratoriani effettuando i suoi studi a Marsiglia.
Insegnò nei collegi di Pézenas e di Montbrison e diresse il seminario diocesano di Saint-Magloire, a Parigi.
Durante la sua carriera di religioso ebbe fama di predicatore eloquente, di spirito aperto alla cultura e alle conoscenze letterarie; il suo stile, pur non giungendo alla concisa elevatezza di un Jacques Bénigne Bossuet e di un Louis Bourdaloue, ricorda il modello di Fénelon e di Jean Racine.
Fu ordinato sacerdote nel 1691 e dimostrò subito le sue capacità di parlare in pubblico tanto che nel 1693, alla morte dell'Arcivescovo di Vienne, fu incaricato di consegnare l'orazione funebre e questo fu l'atto di inizio della fama di Massillon.

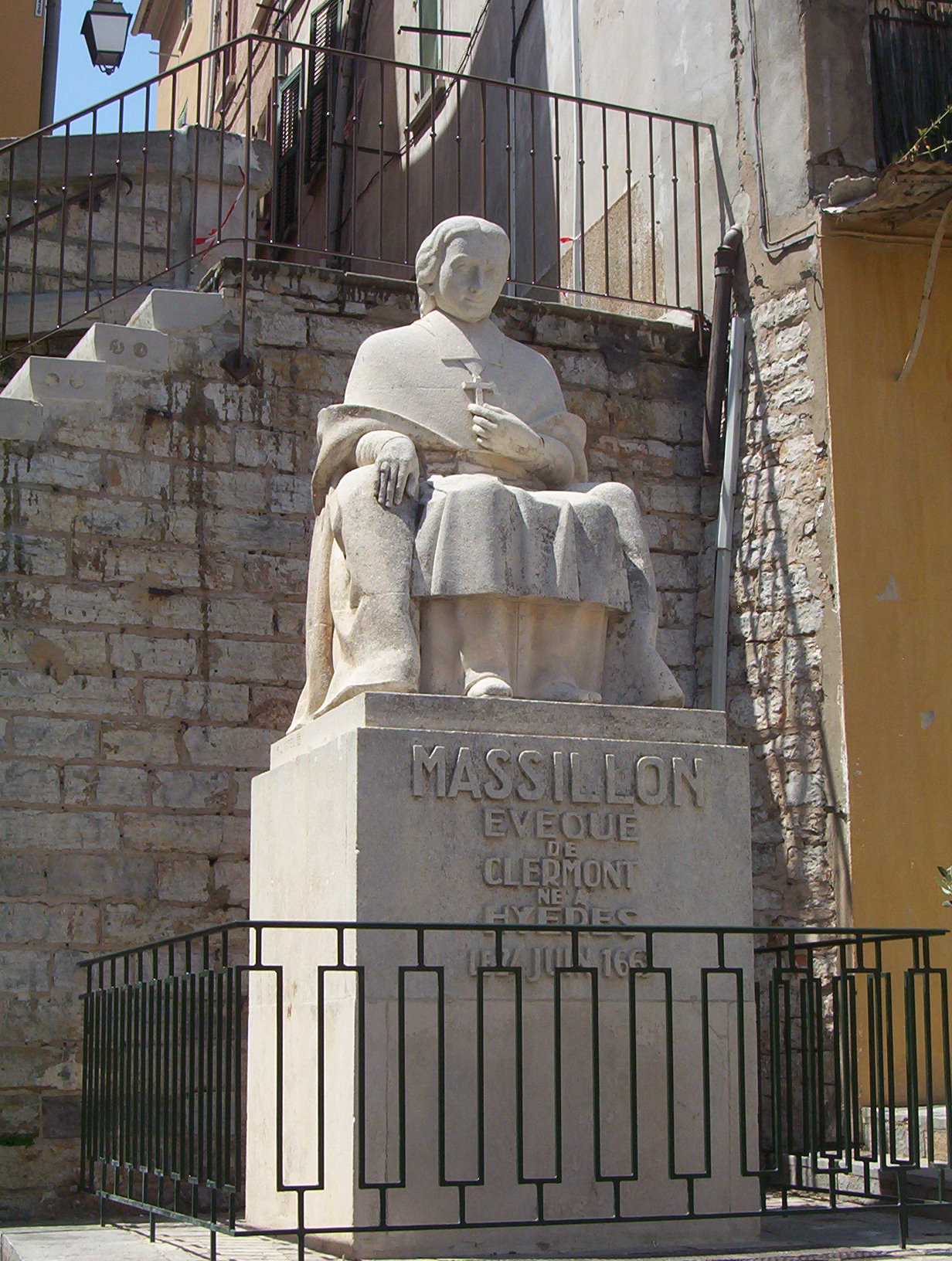
Statua di Jean-Baptiste Massillon a Hyères.

Una crisi di misticismo lo portò a ritirarsi per qualche mese in un convento di trappisti, ma seguendo i consigli dell'arcivescovo di Parigi, Noailles, si trasferì nella capitale, dove ottenne la carica, nel 1696, di direttore del seminario di Saint-Magloire.
Nel 1699 fu convocato a corte dove riscosse un grande successo e diventò famoso per i suoi Quaresimali pronunciati davanti a Luigi XIV di Francia nel 1704 e per il Piccolo culto della quaresima (Petit Carême) davanti al giovanissimo Luigi XV di Francia, nel 1718.
Consacrato vescovo di Clermont nel 1718, e accademico l'anno seguente, svolse a Parigi efficace attività di negoziatore per pacificare la Chiesa francese, turbata dalla promulgazione della bolla Unigenitus.
Si distinse sia per le sue orazioni funebri, tra le quali quelle per Francesco Luigi di Borbone-Conti (1709), per Luigi, il Gran Delfino (1711), per Luigi XIV (1715), sia per i suoi sermoni del Carême de l'oratoire (1699), quelli Sur la Mort e su Le petit nombre des élus, i dieci sermoni del Petit Carême, predicati nel 1718, dinanzi al giovane Luigi XV.
Numerose sono state le edizioni delle sue Oeuvres complètes dopo la prima, in quindici volumi, del 1745-1748.
Le prediche di Massillon si distinsero da quelle dei suoi predecessori, in quanto erano prive dei caratteri dottrinari di quelle di Bousset, preferendo al ragionamento rigido e alla logica deduttiva, i sentimenti, basando la sua teologia non su un giudizio del mondo, ma sul rispetto delle convenienze e degli atti mondani che considerano la religiosità come l'elevazione dei comportamenti dell'uomo di qualità.
La sua impostazione teologica ricevette qualche critica, sia di sospetto giansenismo sia di "filosofismo", ma anche molti elogi, come da Voltaire, che lo definì Racine de la chaire, per la profondità dello studio dei moti del cuore umano.

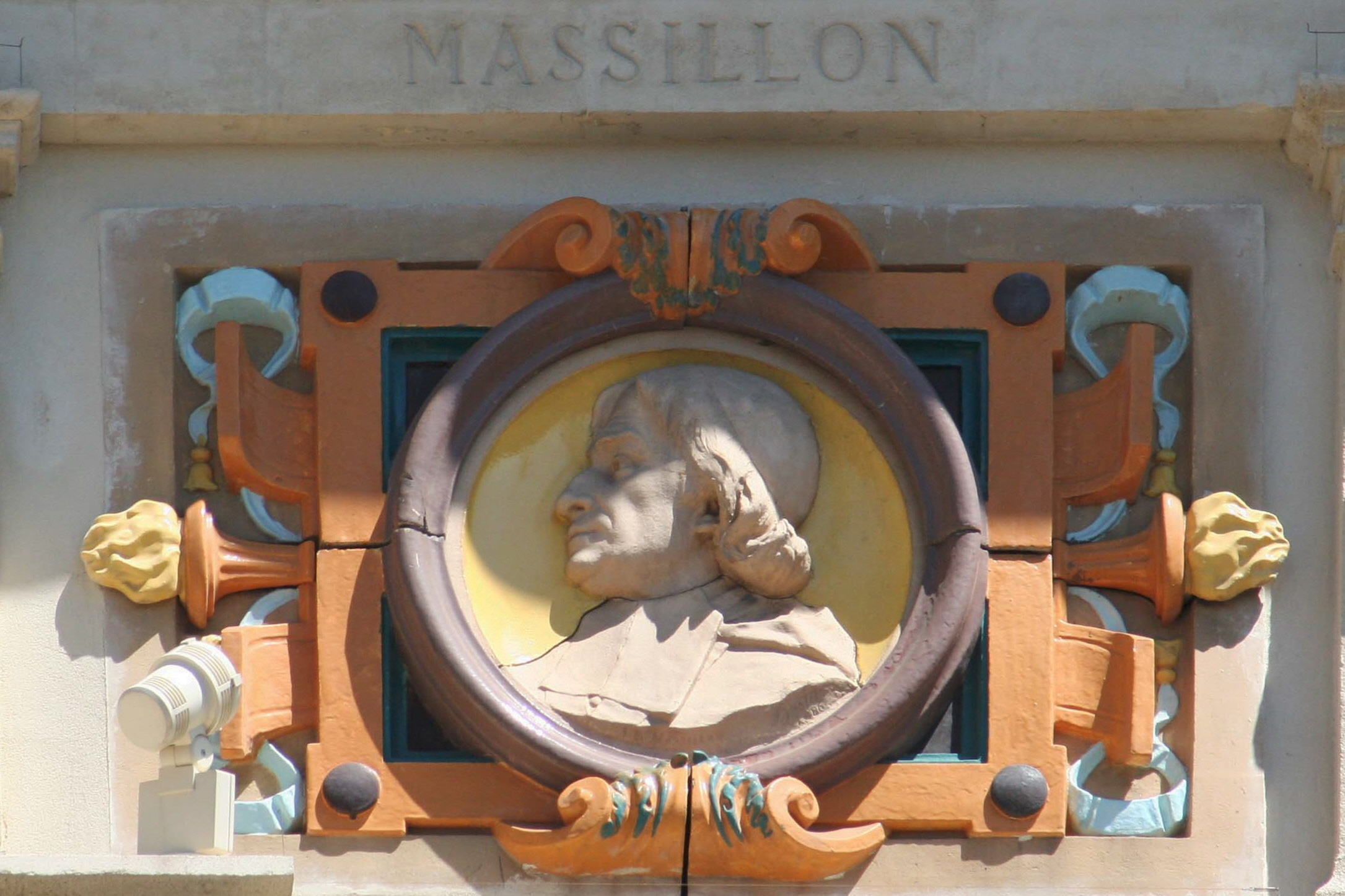
Medaglione di Jean-Baptiste Massillon scolpito da Victorien Bastet, situato sulla facciata della "biblioteca" dell'ala del museo d'arte di Tolone.

La popolarità di Massillon era motivata dal fatto che i suoi sermoni focalizzavano quasi sempre argomenti morali e non questioni teologiche profonde, e con le sue riflessioni sembrava capace di penetrare nei segreti del cuore umano e nella mente dell'uomo.
Alcuni elementi della sua teologia ebbero vicinanze con quella di Fénelon e grande risultò la stima dei filosofi del XVIII secolo, che evidenziarono la somiglianza della sua morale con una visione e una saggezza laica e quindi "filosofica".
L'importanza di Massillon fu quella di preparare il terreno alle innovazioni apportate da François-René de Chateaubriand, di un cristianesimo appassionato e sentimentale, che incanala la sua dottrina e la sua teologia nelle emozioni e nelle immagini.
Jean-Baptiste Massillon morì di complicazioni per un ictus il 28 settembre 1742.

## Genealogia episcopale e successione apostolica
La genealogia episcopale è:
- Cardinale Guillaume d'Estouteville, O.S.B.Clun.
- Papa Sisto IV
- Papa Giulio II
- Cardinale Raffaele Sansone Riario
- Papa Leone X
- Papa Paolo III
- Cardinale Francesco Pisani
- Cardinale Alfonso Gesualdo di Conza
- Papa Clemente VIII
- Cardinale Pietro Aldobrandini
- Cardinale Laudivio Zacchia
- Cardinale Antonio Barberini, O.F.M.Cap.
- Cardinale Nicolò Guidi di Bagno
- Arcivescovo François de Harlay de Champvallon
- Cardinale Louis-Antoine de Noailles
- Cardinale André-Hercule de Fleury
- Cardinale Jean-Baptiste Massillon, C.O.I.

La successione apostolica è:
- Vescovo Paul de Ribeyre (1742)